# Церковь Иисуса Христа Святых последних дней в Италии
Церковь Иисуса Христа Святых последних дней (церковь мормонов) присутствует в Италии с 1850 года.

## История

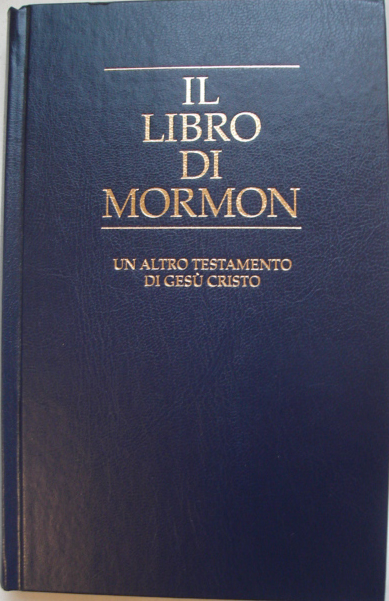
Итальянский перевод Книги Мормона, впервые опубликован в 1852 году

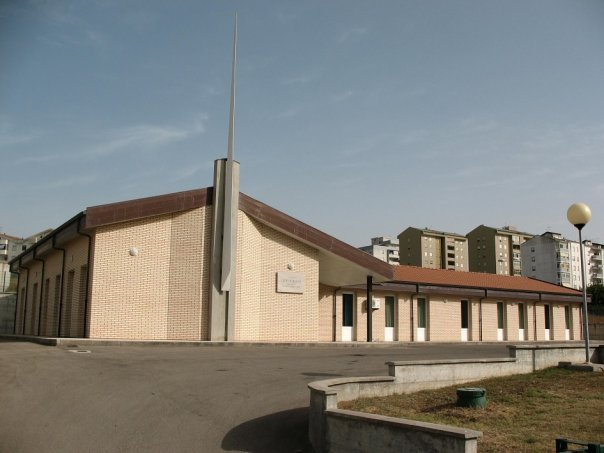
Дом собраний Церкви в Сассари, Италия

### XIX век
Во время октябрьской Генеральной конференции 1849 года Бригам Янг призвал Лоренцо Сноу и Джозефа Торонто начать миссионерскую работу в Италии. По пути в Италию Сноу позвал Т. Б. Х. Стенхауса и Джабеза Вударда для участия в новой миссии. Они прибыли в Геную 25 июня 1850 года, и Сноу помолился, посвятив Италию проповеди Евангелия, и 19 сентября организовал итальянскую миссию на горной вершине недалеко от города Торре-Пелличе. 27 октября Сноу крестил первого новообращённого. Первое издание Книги Мормона на итальянском языке вышло в Лондоне в 1852 году.
В 1853 году группа из примерно 70 вальденсов, включая мужчин, женщин и детей, покинула свои дома в долинах Пьемонта и мигрировала в Солт-Лейк-Сити, территория Юта, после того, как была обращена Лоренцо Сноу. Эти вальденсы сохранили своё культурное наследие, передав смесь верований мормонов и вальденсов своим потомкам. Их потомки до сих пор считают себя и мормонами, и вальденсами, и на протяжении многих десятилетий время от времени встречаются, чтобы отметить оба наследия.
Миссия закрылась в 1867 году, после того как все крестившиеся либо перебрались на территорию Юта, либо покинули церковь.

### XX век
Были предприняты безуспешные попытки возобновить прозелитизм, но на это не было получено законного разрешения. Члены церкви наконец вернулись в Италию во время Второй мировой войны в качестве иностранных военнослужащих: в середине 1940-х годов в регионе находилось около 2000 военнослужащих из Церкви Иисуса Христа Святых последних дней, и с тех пор присутствие членов церкви в вооружённых силах Италии сохраняется.
Винченцо Ди Франческа был одним из первых новообращённых в Италии в XX веке, и его история была задокументирована в фильме Церкви 1987 года «Какое редкое владение».
В 1964 году был опубликован новый перевод Книги Мормона на итальянский язык, и Эзра Тафт Бенсон успешно провёл переговоры с итальянскими правительственными чиновниками, чтобы разрешить возобновление миссионерской работы. В начале 1965 года старейшины Швейцарской миссии были назначены в города Италии, а 2 августа 1966 года Бенсон восстановил Итальянскую миссию со штаб-квартирой во Флоренции. К 1971 году была открыта вторая миссия в Италии, а в 1977 году было четыре миссии: Рим, Катания, Милан и Падуя. В том же году Спенсер У. Кимбалл посетил Италию, став первым президентом церкви, посетившим Италию. После многих лет усилий в 1993 году церкви был предоставлен официальный юридический статус в Италии.

### XXI век
В 2008 году Церковь объявила о планируемом строительстве храма в Риме, Италия, первого храма в Италии.
В 2016 году Массимо Де Фео стал первым гражданином Италии, назначенным генеральным руководителем церкви.

## Ставки
- Ставка в Александрии, Италия
- Ставка во Флоренции, Италия
- Восточная ставка в Милане, Италия
- Западная ставка в Милане, Италия
- Ставка в Палермо, Италия
- Ставка в Апулии, Италия
- Восточная ставка в Риме, Италия
- Западная ставка в Риме, Италия
- Ставка в Венеции, Италия
- Ставка в Вероне, Италия